# Серафим Вирицки
Серафим Вирицки (у монаштву Варнава, рођ. Василиј Николајевич Муравјов; 31. март [12. април] 1866, село Вахромеево, Јарославска губернија - 3. април 1949, Вирица) - јеросхимонах и светитељ Руске православне цркве.
У августу 2000. године канонизован је од Руске Православне Цркве у ред преподобних у Сабору Новомученика и Исповедника Русије.

## Биографија
Рођен у сељачкој породици 31. марта 1866. године у селу Вахромево, Рибински округ, Јарославска област, у породици Николаја Ивановича и Хионије Алимпевне Муравјова. Крштен је са именом Василиј. Када је имао 10 година, његов отац је умро, а дечак је био приморан да оде у Санкт Петербург да зарађује за живот.
У Санкт Петербургу је радио као достављач у једној од радњи Гостиног двора, касније као чиновник. 1890. се оженио се Олгом Ивановном Нетронином и отворио је сопствени бизнис, поставши трговац крзном.
1920. године постао је искушеник Александро-Невске лаврен а његова жена Василија Николајевича, Олга, постала је искушеница Васкрсеноновођевичког манастира и узела име Христина. Све што су имали Муравјови су даривали за потребе манастира.
11. септембра 1921. године митрополит Венијамин (Казански) га је  хиротонисао за јеромонаха.
Крајем 1926. године отац Варнава је прихватио схиму под именом Серафим (у част Серафима Саровског) и постао исповедник Александро-Невске лавре.
Претпоставља се да је у пролеће 1930. године, по препоруци лекара и са благословом митрополита Серафима (Чичагова), напустио своју келију у Феодоровском здању Александро-Невске лавре и настанио се у Поповки, на дачи ректора цркве.
Године 1933. преселио се у село Вирицу, где је живео до смрти.
Убрзо је поток ходочасника из Вирице, северне престонице и других градова похрлио к старешини по утеху, благослов и савет. Отац Серафим је, упркос болести, вршио подвиге молитве, поста и бденија. У понедељак, среду и петак није јео ништа, а понекад ништа није јео и по неколико дана заредом. Од 1935. године, 10 година, Свети Серафим се молио на камену у башти куће на Пилном Проспекту 7 у Вирици.
У августу 1941. године, у првим данима немачке окупације, у Вирици је отворена црква Казанске иконе Богородице, чији је парохијски био јеросхимонах Серафим; наставио је да живи у кући Томберг на Пилном проспекту 7, где је примао посетиоце. Настојатељ храма у годинама окупације (1941-1944) био је влч. Владимир Богданов, свештеник. Лин (Никифоров), прот. Михаил Ноздрин, о. Џон Молчанов. После напредовања Црвене армије, последњи ректор је ухапшен.
Године 1945., старешина је кратко живео у кући Смирнових пре него што се преселио у кућу Л. Г. Ефимове на Мајском проспекту, која је постала последње место старешине земаљског уточишта. На крају живота, старцу је помагао његов келијар Серафим. Пред смрт му се даровало виђење Пресвете Богородице, која је у сјају показивала своју десницу ка небу. Старац је прочитао акатист Богородици, причестио се из руку оца Алексија и рекао: "Спаси, Господе, и помилуј сав свет"
Умро је 21. марта (3. априла) (по јулијанском календару) 1949. године, у недељу 4. Великог поста, на дан сећања на светог Јована Лествичника.